# Jeremy Aguirre
Jeremy Giordano Aguirre Miñán (Bellavista, Provincia de Callao, Perú, 20 de febrero de 1999) es un futbolista peruano que juega como portero y su equipo actual es el Deportivo Llacuabamba de la Liga 2 de Perú.

## Trayectoria

### Sport Boys
Como jugador juvenil, Aguirre representó a Cantolao y Esther Grande y se unió a Sport Boys en 2018. Comenzó en el equipo de reserva del club, donde rápidamente se convirtió en capitán, pero también estuvo en el banquillo para dos partidos en la Primera División peruana en su primera temporada.
En la temporada 2019, todavía jugaba para el equipo de reserva. El club decidió dejarlo ir a préstamo al Club Sport Loreto de la Segunda División del Perú en el verano de 2019 para el resto de la temporada. Hizo 8 apariciones para el equipo antes de regresar a Sport Boys para la temporada 2020.

## Selección nacional
En abril de 2017, Aguirre fue convocado por primera vez para la selección de Perú sub-18. Más tarde también debutó con la selección de fútbol sub-20 del Perú el 14 de noviembre de 2018 en un partido amistoso contra Ecuador sub-20 . Sin embargo, Aguirre también formó parte del equipo para jugar el Campeonato Sudamericano Sub-20 de 2019 en enero de 2020, como suplente no utilizado.

### Participación en Campeonatos Sudamericanos
| Torneo                      | Sede  | Resultado      |
| --------------------------- | ----- | -------------- |
| Sudamericano Sub-20 de 2019 | Chile | Fase de grupos |

## Estadísticas
Actualizado el 13 de octubre de 2020.
| Club              | Temporada        | Div              | Liga  | Liga | Copas nacionales | Copas nacionales | Copas internacionales | Copas internacionales | Total | Total |
| Club              | Temporada        | Div              | Part. | G.R. | Part.            | G.R.             | Part.                 | G.R.                  | Part. | G.R.  |
| ----------------- | ---------------- | ---------------- | ----- | ---- | ---------------- | ---------------- | --------------------- | --------------------- | ----- | ----- |
| Sport Loreto Perú | 2019             | 2ª               | 8     | -15  | 0                | 0                | —                     | —                     | 8     | -15   |
| Sport Loreto Perú | Total club       | Total club       | 8     | -15  | 0                | 0                | 0                     | 0                     | 8     | -15   |
| Sport Boys Perú   | 2020             | 1ª               | 4     | -2   | —                | —                | —                     | —                     | 6     | 0     |
| Sport Boys Perú   | Total club       | Total club       | 4     | -2   | 0                | 0                | 0                     | 0                     | 4     | -2    |
| Total en carrera  | Total en carrera | Total en carrera | 12    | -17  | 0                | 0                | 0                     | 0                     | 12    | -17   |